# Fibrosis quística
La fibrosis quística (abreviatura FQ) es una enfermedad genética de herencia autosómica recesiva que afecta principalmente a los pulmones, y en menor medida al páncreas, hígado e intestino, provocando la acumulación de moco espeso y pegajoso en estas zonas. Es uno de los tipos de enfermedad pulmonar crónica más común en niños y adultos jóvenes, y es un trastorno potencialmente mortal; los pacientes suelen fallecer por infecciones pulmonares debido a Pseudomonas o Staphylococcus.
Es producida por una mutación en el gen que codifica la proteína reguladora de la conductancia transmembrana de la fibrosis quística (CFTR). Esta proteína interviene en el paso del ion cloro a través de las membranas celulares y su deficiencia altera la producción de sudor, jugos gástricos y moco. La enfermedad se desarrolla cuando ninguno de los dos alelos es funcional. Se han descrito más de mil quinientas mutaciones para esta enfermedad, la mayoría de ellas son pequeñas deleciones o mutaciones puntuales; menos de un 1 % se deben a mutaciones en el promotor o a reorganizaciones cromosómicas.
La FQ afecta a múltiples órganos y sistemas, originando secreciones anómalas y espesas de las glándulas exocrinas. La principal causa de morbilidad y mortalidad es la afectación pulmonar, causante del 95 % de los fallecimientos, sobre todo por infecciones repetidas originadas por obstrucción bronquial debida a la secreción de mucosidad muy espesa. Otros órganos afectados son el páncreas y en ocasiones el testículo.

Es una de las enfermedades genéticas más frecuentes en la raza caucásica, con una incidencia en dicha población de aproximadamente uno de cada cinco mil nacidos vivos. Se calcula que una de cada veinticinco personas de ascendencia europea, es portadora de un alelo no funcional.
El nombre fibrosis quística hace referencia a los procesos característicos de cicatrización (fibrosis) y formación de quistes dentro del páncreas, reconocidos por primera vez en 1930. También recibe la denominación de mucoviscidosis (del lat. muccus, ‘moco’, y viscōsus, ‘pegajoso’).
Los enfermos presentan una alta concentración de sal (NaCl) en el sudor, lo que permite llegar al diagnóstico mediante su análisis, realizando el test del sudor. También mediante pruebas genéticas prenatales, natales a través de gibson y cooke.
No existe ningún tratamiento curativo, sin embargo, hay tratamientos que permiten la mejora de los síntomas y alargar la esperanza de vida. En casos severos, el empeoramiento de la enfermedad puede imponer la necesidad de un trasplante de pulmón. La supervivencia media a nivel mundial de estos pacientes se estima en treinta y cinco años, alcanzando valores más altos en países con sistemas sanitarios avanzados; por ejemplo en Canadá la duración media de la vida era de cuarenta y ocho años en 2010.

## Síntomas y signos
La sintomatología de la fibrosis quística varía en función de la edad del individuo, el grado en que se ven afectados órganos específicos, la terapéutica instituida previamente, y los tipos de infecciones asociadas. Esta enfermedad compromete al organismo en su totalidad y muestra su impacto sobre el crecimiento, la función respiratoria, la digestión. El periodo neonatal se caracteriza por un pobre aumento de peso y por obstrucción intestinal producida por heces densas y voluminosas. Otros síntomas aparecen, más tarde, durante la niñez y al inicio de la edad adulta. Estos incluyen retardo del crecimiento, advenimiento de la enfermedad pulmonar, y dificultades crecientes por la mala absorción de vitaminas y nutrientes en el tracto gastrointestinal.
A la mayoría de los niños se les diagnostica fibrosis quística antes del primer año de vida, cuando la mucosidad pegajosa que afecta pulmones y páncreas, comienza a mostrar su impacto. En el tracto respiratorio, esas secreciones sirven como caldo de cultivo para diversas bacterias responsables de infecciones crónicas, con deterioro progresivo y permanente del parénquima pulmonar. Conforme se agrava la condición respiratoria, los pacientes sufren hipertensión pulmonar. Por otra parte, en el páncreas, el moco obstruye el tránsito de las enzimas sintetizadas por la glándula e impide que lleguen hasta el intestino para digerir y absorber el alimento.

### Enfermedad pulmonar y sinusal

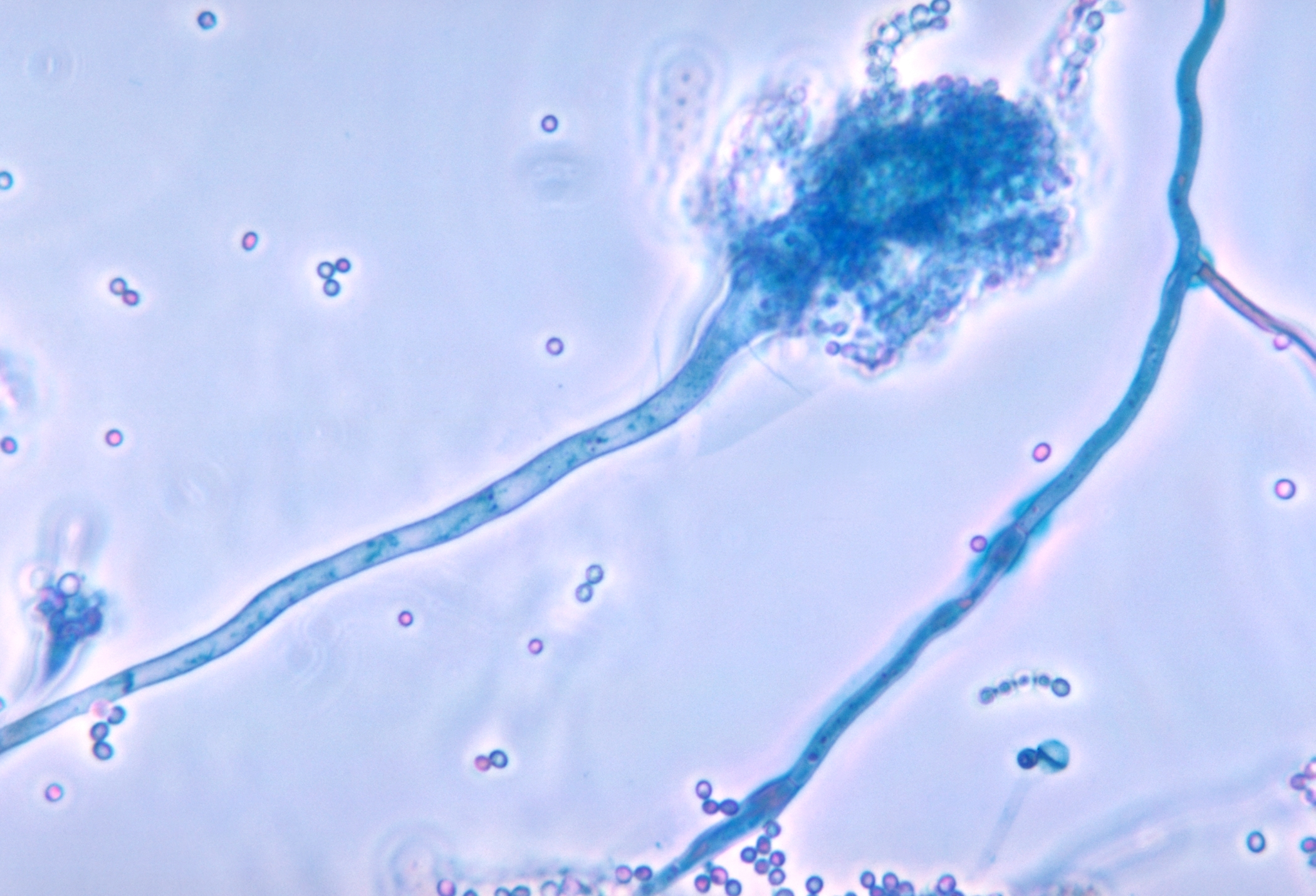
Aspergillus fumigatus, un hongo común que puede conducir al agravamiento de la enfermedad pulmonar en personas con FQ.

La enfermedad pulmonar resulta del bloqueo de las vías aéreas más pequeñas con el moco espeso característico de la fibrosis quística. La inflamación y la infección producen daño a los pulmones y cambios estructurales que conducen a una variedad de síntomas. En las etapas iniciales, comúnmente se presentan tos incesante, producción copiosa de flema, y una disminución en la capacidad aeróbica. Muchos de estos síntomas ocurren cuando ciertas bacterias (fundamentalmente, Pseudomonas aeruginosa) que normalmente viven en el moco espeso, crecen en forma descontrolada y causan neumonía. En estados avanzados de la FQ, los cambios en la arquitectura del pulmón producen dificultades respiratorias crónicas.
Otros síntomas incluyen expectoración de sangre o esputo sanguinolento, dilatación crónica de los bronquios o bronquiolos (bronquiectasia), elevación de la presión sanguínea en el pulmón, insuficiencia cardíaca, sensación de no estar recibiendo suficiente oxígeno o disnea, insuficiencia respiratoria y atelectasia; podría requerirse soporte ventilatorio. Además de las infecciones bacterianas más comunes, las personas con FQ desarrollan con mayor facilidad otros tipos de enfermedades respiratorias. Entre estas se encuentra la aspergilosis broncopulmonar alérgica, caracterizada por una respuesta de hipersensibilidad ante un hongo (moho) ordinario del género Aspergillus (Aspergillus fumigatus), que agudiza los problemas respiratorios. Otro ejemplo es la infección con el complejo Mycobacterium avium (MAC), grupo de actinobacterias emparentadas con Mycobacterium tuberculosis, que puede ocasionar daños mayores al pulmón, y que no responde a la terapéutica con antibióticos convencionales.
El moco en los senos paranasales es igualmente denso y pegajoso, y también puede causar oclusión de los orificios por donde los senos habitualmente drenan, lo cual hace que se acumulen secreciones que actúan como caldo de cultivo para los patógenos antes mencionados. En estos casos, se pueden presentar dolor facial, fiebre, secreción nasal profusa y cefaleas. En las personas con FQ, a menudo se observa crecimiento sobreabundante de tejido nasal (pólipos), a consecuencia de la inflamación por infección sinusal crónica. Estos pólipos pueden agravar la obstrucción de las vías respiratorias superiores e intensificar las dificultades respiratorias.

### Enfermedad gastrointestinal, hepática y pancreática

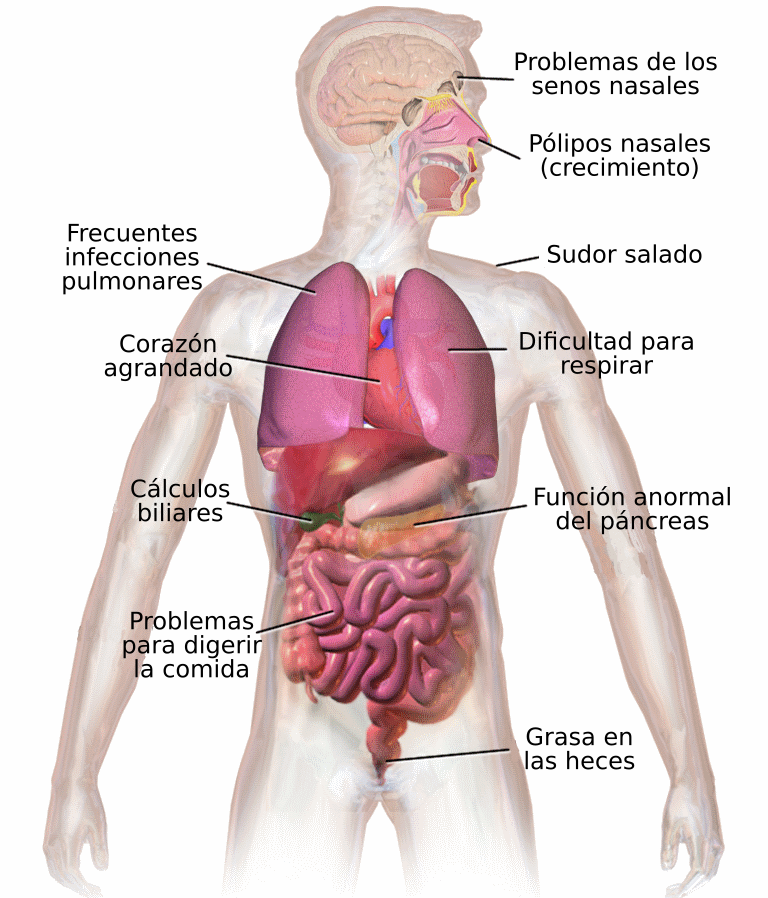
Problemas de salud asociados con la fibrosis quística.

Con anterioridad a la difusión de las pruebas prenatal y neonatal para Fibrosis Quística, era frecuente que la enfermedad se detectara al constatar que el recién nacido no podía expulsar sus primeras heces (meconio). El meconio puede obstruir completamente los intestinos y causar graves trastornos. Esta condición, llamada íleo meconial, ocurre en el 10 % de los recién nacidos con FQ. Recientemente se han identificado variantes genéticas en genes relacionados con el transporte de iones en el intestino delgado que predisponen al desarrollo del íleo meconial. Asimismo, es también frecuente la asociación de FQ con protrusión de las membranas rectales internas (prolapso rectal), debida al mayor volumen fecal, a la malnutrición, y a la elevación de la presión intraabdominal por tos crónica.
El moco glutinoso observado en el pulmón tiene su correlato en las secreciones espesas del Páncreas, órgano responsable de proveer jugos digestivos que facilitan la descomposición química de los alimentos. Estas secreciones impiden el movimiento de las enzimas pancreáticas hacia el intestino y producen daño irreversible en el páncreas, a menudo acompañado de dolorosa inflamación (pancreatitis). La deficiencia de enzimas digestivas se traduce en un impedimento para absorber los nutrientes, con la subsiguiente excreción de estos en las heces: este trastorno es conocido como malabsorción. La malabsorción conduce a la desnutrición y al retardo en el crecimiento y desarrollo, ambos debidos a la baja biodisponibilidad calórica. Las personas con FQ tienen, en particular, problemas para absorber las vitaminas A, D, E, y K. Además de la afección pancreática, suelen experimentar acidez crónica, xerostomía, obstrucción intestinal por intususcepción, y constipación. Los pacientes mayores desarrollan también el síndrome de obstrucción intestinal distal causado por las heces glutinosas.
Estas secreciones también pueden causar problemas en el hígado. La bilis, producida por esta víscera para facilitar la digestión, podría bloquear las vías biliares, dañando los tejidos adyacentes. Con el tiempo, esta situación conduce a la cirrosis. En ese caso, resultan comprometidas funciones de primer orden, tales como las implicadas en la neutralización de toxinas, y en la síntesis de importantes proteínas (por ejemplo, los factores de coagulación, responsables de la coagulación sanguínea).

### Enfermedad endocrina y crecimiento

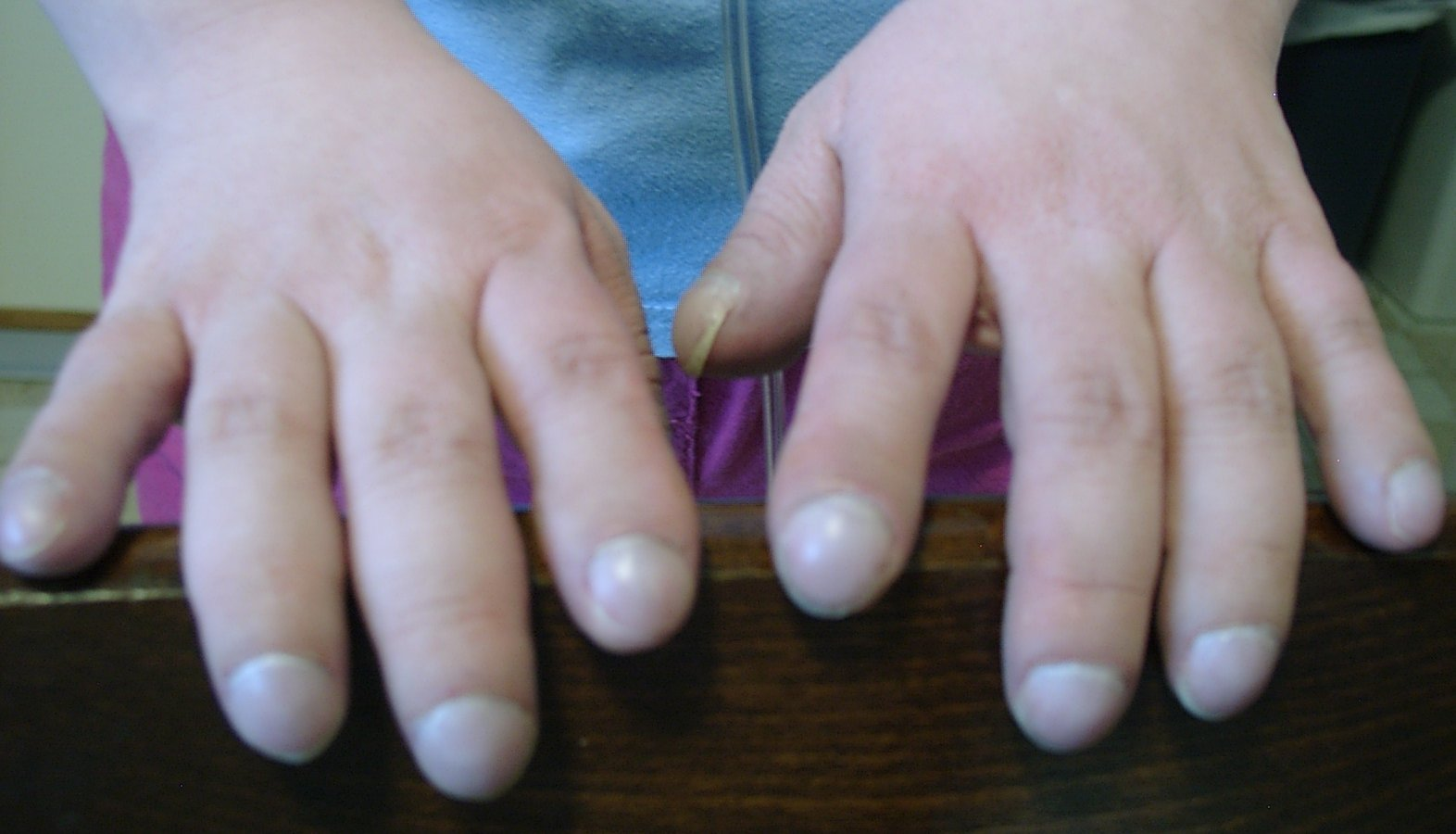
Las personas con FQ a menudo presentan malformación y agrandamiento de los dedos (dedos en palillo de tambor o hipocráticos).

El páncreas contiene los islotes de Langerhans, que son los responsables de producir insulina, una hormona que ayuda a regular los niveles de glucosa en sangre. Un daño en el páncreas puede provocar la pérdida de las células de los islotes y conducir a la diabetes. Por otra parte, la vitamina D suplementada por la alimentación está implicada en la regulación del calcio y del fósforo. La baja disponibilidad de esta, a causa de la mala absorción, conduce a la osteoporosis, aumentando el riesgo de sufrir fracturas. Adicionalmente, las personas con FQ a menudo presentan, en manos y pies, una malformación denominada dedos en palillo de tambor, la cual se debe a los efectos de esta enfermedad crónica y a la hipoxia en sus huesos.
El retardo en el crecimiento es un sello distintivo de esta enfermedad. Los niños con FQ no logran, por lo general, ganar peso y altura en tasas comparables a las de sus pares; a menudo, solo reciben diagnóstico apropiado una vez que se investigan las causas de este fenómeno. Las determinantes del retardo en el crecimiento son multifactoriales e incluyen la infección pulmonar crónica, la malabsorción de nutrientes en el tracto gastrointestinal, y el aumento de la demanda metabólica asociado a la afección crónica.
La fibrosis quística puede diagnosticarse por tamizaje en recién nacidos, examen de electrolitos del sudor, o prueba genética. Al año 2006, en los Estados Unidos, el 10 % de los casos son detectados poco después del nacimiento (deseable no después del quinto día de vida) como parte de los programas de pesquisa neonatal, los cuales identifican niveles elevados en la enzima tripsina mediante TIR (inmunoreactive trypsinogen test). Si la prueba da positiva (niveles menores o iguales a 60 ng/mL —nanogramos por mililitro—), se deberá repetir al día 24-28 de vida para comprobar que los niveles siguen siendo superiores o iguales a 50 ng/mL (cribado positivo), de lo contrario el cribado resultará finalmente negativo. Sin embargo, en la mayoría de los países estos exámenes no se realizan en forma rutinaria. Por esta causa, es frecuente que los afectados solo reciban diagnóstico apropiado una vez que los síntomas fuerzan una evaluación para esta enfermedad. La prueba diagnóstica más comúnmente utilizada es el examen del sudor, descrito por Lewis E. Gibson y Robert E. Cooke en 1959, usando electroforesis cuantitativa (iontoforesis) con un fármaco estimulante de la sudoración (pilocarpina). Esta sustancia, que posee carga positiva, se aplica sobre un electrodo positivo (+), en contacto con la piel. Luego, mediante el paso de corriente eléctrica, la droga migra por el tegumento hacia otro electrodo de carga opuesta (−), colocado a cierta distancia, hasta atravesar la epidermis, produciendo la estimulación de las glándulas sudoríparas y causando una sudoración controlada. Las muestras de sudor son luego recolectadas en papel de filtro o en un tubo capilar y son analizadas, determinándose las concentraciones de sodio y cloruro. Las personas con FQ poseen niveles más altos de estos iones en el sudor. Una vez que el examen del sudor ha dado positivo, se realiza un diagnóstico más detallado y preciso, mediante la identificación de las mutaciones en el gen CFTR.
Existen diversas pruebas para identificar eventuales complicaciones y controlar la evolución de la enfermedad. Las imágenes obtenidas por rayos X y TAC facilitan la detección de signos de lesión o infección en los pulmones. El cultivo de esputo, examinado por microscopio, provee información respecto de cuáles son las bacterias responsables, y permite escoger los antibióticos más efectivos. Las pruebas de función pulmonar miden las capacidades pulmonares, los volúmenes pulmonares y la rapidez con que estos pueden ser movilizados (flujos aéreos). Por medio de tales exámenes, es posible determinar si es procedente un tratamiento con antibióticos o bien evaluar la respuesta al mismo. Los análisis de sangre pueden identificar problemas hepáticos, deficiencias vitamínicas, y revelar la irrupción de la diabetes. Los dispositivos DEXA o DXA (del inglés para ‘absorciometría de rayos X de energía dual’), se utilizan como prueba para determinar la presencia de osteoporosis. Por último, la cuantificación de elastasa fecal, facilita la detección de insuficiencia de enzimas digestivas.

## Fisiopatología
La proteína sintetizada a partir del gen CFTR se une a la membrana externa de las células en las glándulas sudoríparas, pulmón, páncreas y otros órganos afectados. La proteína atraviesa esta membrana y actúa como un canal iónico conectando la parte interna de la célula (citoplasma) con el fluido extracelular. Este canal es mayormente responsable de controlar el paso de cloruro hacia (y desde) el medio interno. Cuando la proteína CFTR no funciona correctamente, este movimiento se ve restringido, reteniéndose cloruro en el espacio extracelular. Debido a que el cloruro tiene carga eléctrica negativa, los iones con carga positiva tampoco podrán cruzar la membrana citoplasmática, a causa de la atracción eléctrostática ejercida por los iones cloruro. El sodio es el más común entre los iones presentes fuera de la célula, y la combinación de sodio y cloruro da lugar al cloruro de sodio, el cual se pierde en grandes cantidades en el sudor de los individuos con FQ. Esta pérdida de sal constituye el argumento básico para explicar la utilidad diagnóstica del test del sudor.
El mecanismo por el cual esta disfunción celular produce las manifestaciones clínicas antes descritas no se conoce con exactitud. Una de las teorías que intenta explicarlo, sugiere que la falla de la proteína CFTR para transportar el cloruro, determina la acumulación de abundante moco en los pulmones, creando un medio propicio (rico en nutrientes) para las bacterias, que logran así eludir al sistema inmunitario. También se postula que esta anomalía en la proteína CFTR induce un aumento paradójico en la captura de sodio y cloruro, lo que estimula la reabsorción de agua, y resulta en la formación de la mucosidad deshidratada y espesa. Otras teorías se enfocan en el fenómeno del movimiento de cloruro hacia el exterior de la célula, que también provoca desecamiento del moco y de las secreciones pancreáticas y biliares. En general, estas hipótesis coinciden en atribuir los mayores trastornos a la obstrucción de los conductos más delgados por las secreciones espesas y glutinosas en los distintos órganos afectados. Esta situación condiciona la infección crónica y promueve la remodelación estructural del pulmón, además de producir daño pancreático (mediado por las enzimas digestivas aglomeradas), y obstrucción de los intestinos por grandes bolos fecales.

### El papel de la infección crónica en la enfermedad pulmonar

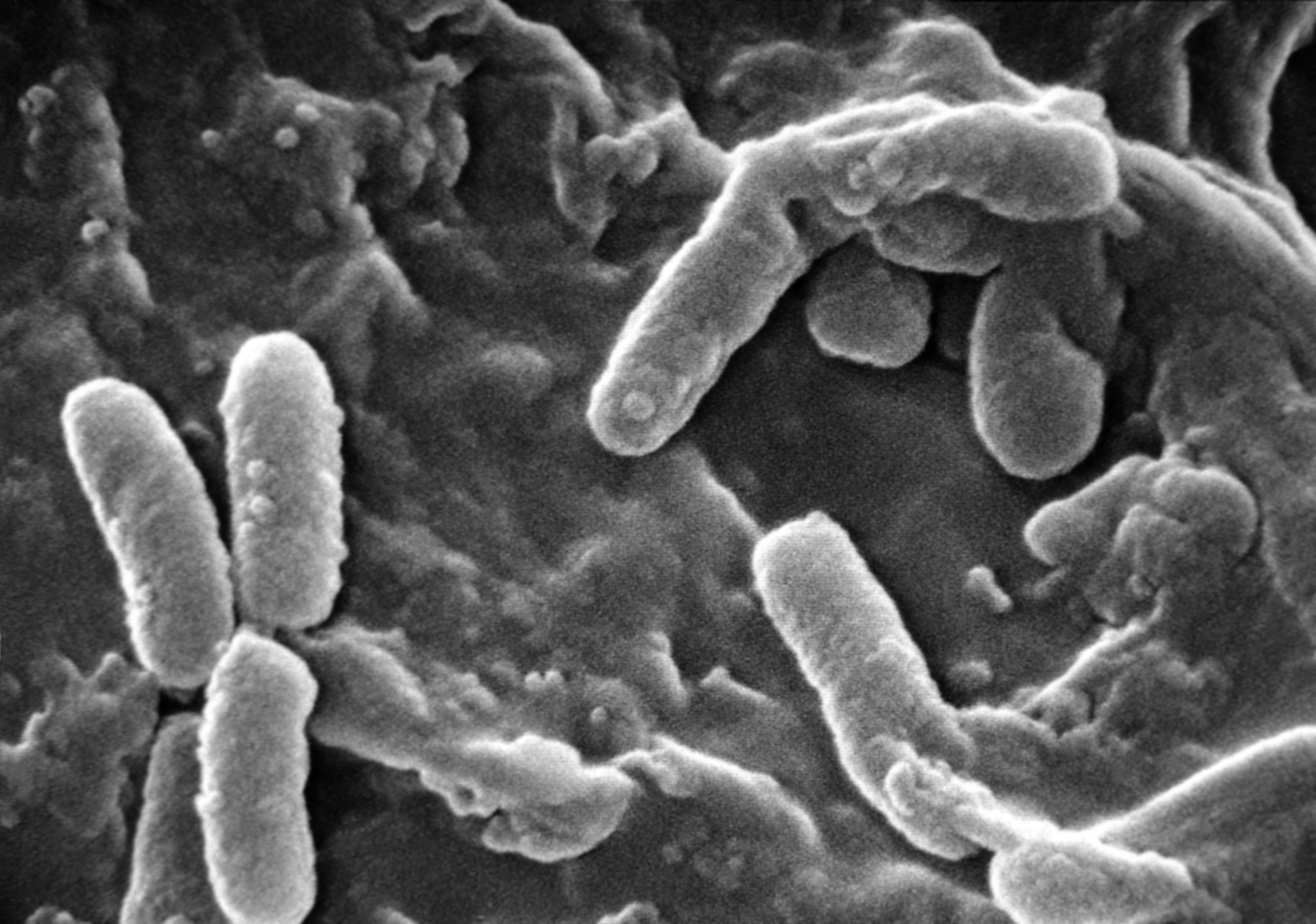
Micrografía electrónica de barrido de la bacteria Pseudomonas aeruginosa, asociada con frecuencia a las infecciones pulmonares graves que complican la FQ.

Los pulmones de las personas con Fibrosis Quística son colonizados e infectados por bacterias desde edades tempranas. Los microorganismos que se propagan en estos pacientes, prosperan en el moco anómalo acumulado en las vías respiratorias más estrechas. El moco glutinoso estimula el desarrollo de microambientes bacterianos (biofilms) que resultan difíciles de penetrar para las células inmunes y los antibióticos. Por su parte, los pulmones responden al daño continuo, infligido por las secreciones espesas y las infecciones crónicas, remodelando gradualmente las vías respiratorias inferiores (bronquiectasia), lo que vuelve a la infección aún más difícil de erradicar.
Con el paso del tiempo, cambian tanto el tipo de bacterias que afectan a estos pacientes, como las características específicas con que las mismas se presentan. En una primera etapa, ciertas bacterias ordinarias como Staphylococcus aureus y Haemophilus influenzae colonizan e infectan los pulmones. Más tarde, sin embargo, prevalecen Pseudomonas aeruginosa (y, a veces, el complejo Burkholderia cepacia, integrado por diferentes especies de Burkholderia). Una vez diseminadas por las vías respiratorias, estas bacterias se adaptan al medio y desarrollan resistencia a los antibióticos convencionales. Pseudomonas puede adquirir ciertas características especiales, dando lugar a la formación de grandes colonias —estas cepas son conocidas como Pseudomonas «mucoide», y son raras en personas libres de la enfermedad—.
Uno de los modos en que la infección se propaga es por transmisión entre individuos con FQ. En el pasado, era habitual que estos participaran, en forma conjunta, de campamentos veraniegos y otras actividades de esparcimiento. Los hospitales alojaban a los pacientes con FQ en un área en común, y el equipamiento de rigor (por ejemplo, los nebulizadores) no era esterilizado entre usos sucesivos. Esto condujo a la transmisión de cepas bacterianas muy peligrosas entre grupos de pacientes. Actualmente, la rutina en establecimientos de atención sanitaria consiste en aislar a estos pacientes unos de otros; además, el personal a cargo de su cuidado, debe vestir batas y guantes para limitar la proliferación de cepas bacterianas virulentas. Con frecuencia, los pacientes afectados por bacterias particularmente peligrosas reciben atención en días y en edificios diferentes a los asignados a quienes no tienen esas infecciones.
Además de la infección bacteriana, los pacientes con FQ están predispuestos a la colonización fúngica por la capacidad que tiene algunos hongos de colonizar la vía respiratoria inferior y por los frecuentes ciclos de antibióticos que precisan para el control de la enfermedad. Los hongos que se cultivan con más frecuencia son el Aspergillus fumigatus y la Candida albicans, esta colonización se traduce en una tasa elevada de respuesta inflamatoria frente a los hongos. En la actualidad no está bien definido el papel de los hongos en la FQ, aunque se consideran que son no patógenos, excepto en los casos de aspergilosis invasiva y de aspergilosis broncopulmonar alérgica.

### Genética

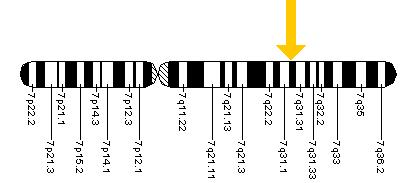
Localización del gen CFTR.

Se trata de una enfermedad autosómica recesiva. En su forma más común, una mutación de un aminoácido (falta una fenilalanina en la posición 508) conduce a un fallo del transporte celular y localización en la membrana celular de la proteína CFTR. Se han descrito más de mil ochocientas mutaciones, siendo la mayoría de ellas pequeñas deleciones, aunque con diferentes efectos, como cambios en el marco de lectura, cambios de aminoácidos, terminación prematura de la proteína o alteraciones en el empalme (splicing) de ARNm.
El gen CFTR está localizado en el brazo largo del cromosoma 7, en la posición 7q31.2, ocupando 180 000 pares de bases: más precisamente, desde el par 116 907 252 al 117 095 950 del cromosoma. Es un gen de gran tamaño, que posee 250 kb (kilobases) y que incluye veintisiete exones. Fue localizado y secuenciado por mapeo genético.
Este gen codifica la síntesis de un canal iónico de mil cuatrocientos ochenta aminoácidos, una proteína que transporta iones cloruro a través de las células epiteliales, y que controla la regulación de otros transportadores. En las personas con fibrosis quística, esta proteína está ausente o bien se encuentra en proporciones sensiblemente menores a las habituales.
La penetrancia de la enfermedad es variable según el alelo, y a su vez, la expresión del alelo depende del entorno y del genoma de la persona afectada.

### Biología molecular

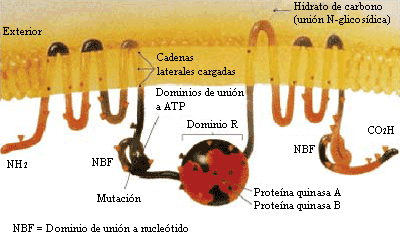
Proteína CFTR - estructura molecular de la proteína.

Son diversos los mecanismos por los cuales estas mutaciones causan problemas en la proteína CFTR. En particular, la mutación ΔF508, genera una proteína que no se pliega de manera normal y acaba siendo degradada por la célula. Varias mutaciones comunes en la población askenazí dan lugar a la síntesis de proteínas demasiado cortas, a causa de una conclusión anticipada de su producción. Otras mutaciones menos frecuentes originan proteínas que no utilizan la energía como es debido, no permiten que el cloruro cruce la membrana apropiadamente, o son degradadas a una tasa más rápida que la normal. La deficiencia en el transporte de cloro hace que las células no expulsen agua al exterior y por lo tanto el moco sea más espeso. Ciertas mutaciones pueden conducir también a una merma en la producción de copias de la proteína CFTR.
Estructuralmente, el gen CFTR pertenece a la denominada superfamilia de transportadores ABC (acrónimo para el inglés ATP Binding casete, "casete de unión a ATP"). La estructura terciaria de la proteína codificada por este gen, consta de dos dominios capaces de hidrolizar adenosín trifosfato, lo que permite a la proteína utilizar energía en la forma de ATP. Asimismo, otro par de dominios, cada uno constituido por seis hélices alfa, posibilita el paso de la proteína a través de la membrana celular. La activación se concreta por reacción de fosforilación en un sitio de unión regulador, sobre todo mediante la proteína quinasa A (PKA, EC 2.7.11.11—antes denominada cAPK o proteína quinasa dependiente del adenosín monofosfato cíclico). El carboxilo terminal (C-) de la proteína está unido al citoesqueleto por interacción con dominios proteicos PDZ.

## Diagnóstico

### Diagnóstico tradicional (métodos no moleculares)
Existen una serie de pruebas que se vienen realizando de forma común para determinar las anomalías de los metabolitos relacionados con la fibrosis quística (especialmente el cloro). Entre ellas se encuentran:
- Prueba de electrolitos en el sudor: se administra pilocarpina mediante iontoforesis para estimular la producción de sudor y se mide en este la concentración de sal.
- Prueba de la diferencia de potencial eléctrico nasal.
- Prueba del tripsinógeno inmunoreactivo: es una prueba que se realiza sobre la sangre y que mide la concentración de una enzima pancreática.

### Diagnóstico molecular
El Diagnóstico Molecular de la enfermedad es complejo, ya que en noviembre de 2010 nos encontramos con 1824 mutaciones descritas y la mayoría son puntuales o pequeñas deleciones. Estas mutaciones se agrupan en función del efecto que tienen sobre el gen y sobre el fenotipo de la enfermedad. Además de la variabilidad de las mutaciones en sí mismas, las distintas poblaciones tienen frecuencias diferentes para las mismas, por lo que los estudios y test diagnósticos deben gestionarse considerando este aspecto. No obstante, la más común en la mayoría de las poblaciones es la deleción 508F.
Hay que tener en cuenta que la distribución de alelos varía mucho en cada población, por lo que hay que adaptar los tests para detectar aquellas variantes más comunes en la población que se esté estudiando.
Actualmente a los niños nada más nacer se les hace un diagnóstico genético mediante secuenciación del gen CFTR para saber si tienen la enfermedad, ya que es una enfermedad tratable. Cuando antes comienza el tratamiento, mayor calidad de vida y mayor longevidad.
- Diagnóstico molecular indirecto: básicamente realizado a través de análisis de ligamiento. Se lleva a cabo mediante:
- RFLP: método antiguo basado en restricción actualmente en desuso.
- Marcadores microsatélites: es el método seguido actualmente. Los estudios solo son válidos dentro del mismo árbol familiar.
- Marcadores SNP: serán los usados en un futuro próximo, pues tienen la ventaja de que los resultados obtenidos son aplicables entre personas no emparentadas.
- Diagnóstico molecular directo: podríamos secuenciar el gen CFTR, pero lo que está a la orden del día es la detección de las mutaciones, que básicamente se realiza a partir de dos estrategias:
  - Rastreo de mutaciones: técnicas de detección de mutaciones, pero sin identificación de la mutación. Algunas de las más usadas en este proceso son la electroforesis en gel con gradiente de desnaturalización, así como algunas variantes de PCR. Un ejemplo de esto es la detección de la mutación ΔF508. Esta detección se realiza gracias a una enzima de restricción que corta al alelo sano que no presenta la detección mencionada, lo que permite que el producto de PCR tras la amplificación sea menor en el alelo sano que en el que presenta la mutación, viéndose así la diferencia.
  - Identificación de mutaciones: técnicas basadas en hibridación específica con el alelo mutado. Por ejemplo, los kits ASO:dot blot, OLA (ensayo de ligación de oligonucleótidos), o el ensayo más tradicional de southern blot.
    - ASO: dot blot: es utilizado para la detección de mutaciones definidas conocidas previamente. Readquiere la amplificación del ADN a estudiar. Posteriormente se fija a una membrana (sin tratamiento ni electroforesis previos). Entonces se hibrida con oligonucleótidos específicos del alelo de unos 20 pares de bases que se encuentran marcados para su posterior detección. Se trata de una técnica sencilla, barata, rápida y segura si se estudia (como en el caso de la fibrosis quística) un único gen con pocas mutaciones. Aunque resulta caro si hay que rehibridar muchas veces. Para esos casos tenemos ASO: dot blot inverso, en el que la membrana tiene fijada los distintos alelos y estos son hibridados con el producto amplificado genómico marcado.
    - OLA: es el método más usado actualmente en el estudio de fibrosis quística, pero cuando llegue la secuenciación predeciblemente quedará desplazado por esta. Son necesarios dos pasos: un primer paso consiste en una PCR multiplex de los fragmentos génicos a estudiar. Posteriormente dos ciclos de ligamiento con ligasa termoestable y oligonucleótidos específicos de los alelos. Estos primeros pasos se realizan todos en el mismo tubo de reacción. Se realiza entonces un estudio de los fragmentos por electroforesis capilar. Las ventajas de este proceso es su automatización, aunque es costoso debido a la necesidad de un secuenciador automático.

### Diagnóstico prenatal
Las parejas que están atravesando un embarazo o tienen planes respecto de la gestación, pueden ser evaluadas en busca de mutaciones del gen CFTR, con el objeto de determinar las probabilidades de que su hijo nazca con fibrosis quística. La prueba se suele realizar en uno de los padres o en ambos y, en caso de detectarse un riesgo elevado de FQ, se efectúa también en el feto. Debido a que el diagnóstico prenatal no habilita formas de tratamiento superiores o alternativas, la principal razón por la que se lleva a cabo es, en la práctica, proporcionar la posibilidad del aborto en caso de que el feto presente la enfermedad. La prueba para fibrosis quística en parejas se ofrece de manera generalizada en países como los Estados Unidos, y el Colegio Americano de Obstetras y Ginecólogos (ACOG, por sus siglas en inglés) recomienda la prueba en parejas que poseen un historial de FQ entre sus familiares directos o parientes cercanos, así como también en aquellas con riesgo elevado debido a su filiación étnica.
Debido a que el desarrollo de la FQ en el feto requiere que cada padre transmita una copia del gen CFTR mutante, y al alto costo del examen prenatal, la prueba suele realizarse, inicialmente, solo en uno de los progenitores. Si este resulta ser portador de una mutación del gen CFTR, entonces se examina al otro para determinar el riesgo de que su hijo tenga la enfermedad. La FQ puede resultar de más un millar de mutaciones diferentes y, al año 2006, no es posible efectuar estudios de laboratorio para cada una de ellas. La prueba se remite a analizar la sangre en busca de las más comunes, como ΔF508 —la mayoría de las modalidades disponibles comercialmente detectan no más de 32 variantes distintas—. Si se conoce el dato de que una familia tiene una mutación poco común, esta última puede buscarse específicamente. Como consecuencia de que no todas las mutaciones conocidas son detectadas por las pruebas corrientes, un resultado negativo no garantiza que el niño vaya a estar libre de la enfermedad. Por otro lado, dado que las mutaciones sondeadas son necesariamente aquellas más comunes en los grupos de más alto riesgo, las pruebas en etnias de bajo riesgo son menos exitosas, ya que las mutaciones más extendidas en estos grupos son menos frecuentes en la población general.
Las parejas en situación de riesgo, a menudo realizan pruebas adicionales durante el embarazo o antes de que este se produzca. La fecundación in vitro con diagnóstico genético preimplantacional ofrece la posibilidad de examinar el embrión antes de su colocación en el útero. Esta prueba se realiza tres días después de la fecundación y procura determinar la presencia de genes CFTR anormales. Si, en un embrión, resultan identificados dos genes CTRF mutantes, este será excluido de la transferencia, implantándose otro que cuente con, al menos, un gen normal.
Durante el transcurso del embarazo, es posible realizar pruebas tanto sobre la placenta (muestra de vellosidad coriónica) como sobre el líquido amniótico que rodea al feto (amniocentesis), con la ayuda del ultrasonido. Sin embargo, la biopsia de vellosidades coriónicas se correlaciona con riesgo de muerte fetal en una tasa de 1 en 100, y la amniocentesis, de 1 en 200, por lo que es esencial determinar los beneficios adecuadamente para sopesar los riesgos, antes de proceder con la prueba. Alternativamente, algunas parejas eligen someterse a técnicas de reproducción asistida con óvulos donantes (recurriendo a la fecundación in vitro) o con esperma donante (inseminación artificial por donante).

## Tratamiento
Un aspecto fundamental en la terapéutica de la fibrosis quística es el control y tratamiento del daño pulmonar causado por el moco espeso y por las infecciones, con el objeto de mejorar la calidad de vida del paciente. Para el tratamiento de las infecciones crónicas y agudas se administran antibióticos por vías intravenosa, inhalatoria y oral. También se utilizan dispositivos mecánicos y fármacos (en forma de inhaladores) para controlar las secreciones, y de esta manera descongestionar y desobstruir las vías respiratorias. Otros aspectos de la terapia se relacionan con el tratamiento de la diabetes con insulina, de la enfermedad pancreática con reemplazo enzimático. Adicionalmente, se postula la eficacia de distintos procedimientos, como el trasplante y la terapia génica, para resolver algunos de los efectos asociados a esta enfermedad.
Una dieta sana, elevado ejercicio y tratamientos agresivos con antibióticos está aumentando la esperanza de vida de los enfermos.

### Antibióticos para tratar la enfermedad pulmonar
Los antibióticos se prescriben siempre que exista sospecha de neumonía o de constante deterioro en la función pulmonar. Habitualmente, se los escoge en función del historial de infecciones que afectaron al paciente previamente. Muchas de las bacterias comunes en la fibrosis quística son resistentes a gran cantidad de antibióticos y requieren semanas de tratamiento intravenoso con vancomicina, tobramicina, meropenem, ciprofloxacina y piperacilina.

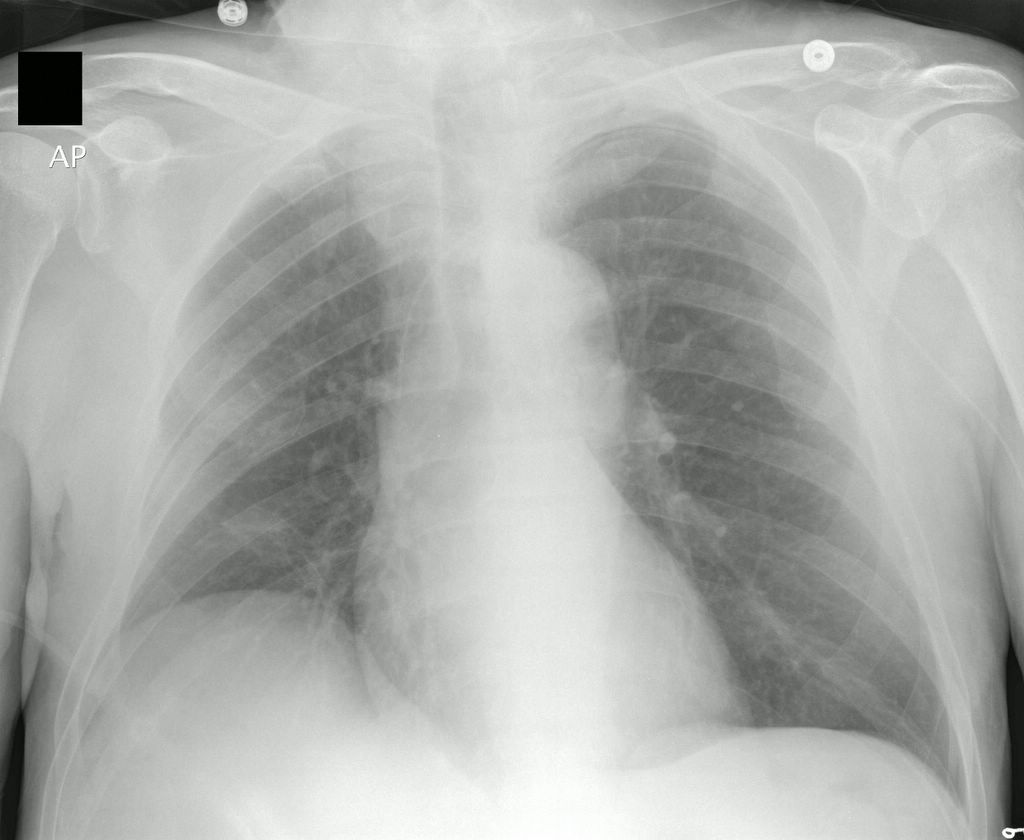
PICC o catéter central insertado percutáneamente (radiografía de tórax).

La terapia prolongada a menudo requiere hospitalización y canalización de una vía intravenosa permanente, como por ejemplo un catéter central insertado percutáneamente (PICC). Asimismo, es frecuente la indicación simultánea de antibióticos administrados por inhalación, como la tobramicina, la colistina y la gentamicina, por varios meses, con el objeto de mejorar la función pulmonar impidiendo la proliferación bacteriana. Algunos antibióticos orales como la ciprofloxacina o la azitromicina se utilizan a veces para ayudar a prevenir la infección o para controlarla una vez que está en curso. En algunos casos pasan años entre sucesivas hospitalizaciones, mientras que en otros se requiere la internación cada año para poder realizar el tratamiento.
En tratamientos prolongados, varios de los antibióticos más comunes (como la tobramicina y la vancomicina) pueden causar pérdida de audición por ototoxicidad o problemas en los riñones. Con el objeto de prevenir tales efectos secundarios, es habitual medir cuantitativamente las concentraciones de estos medicamentos en sangre y, de ser necesario, ajustar la dosificación.

### Otros métodos para tratar la enfermedad pulmonar

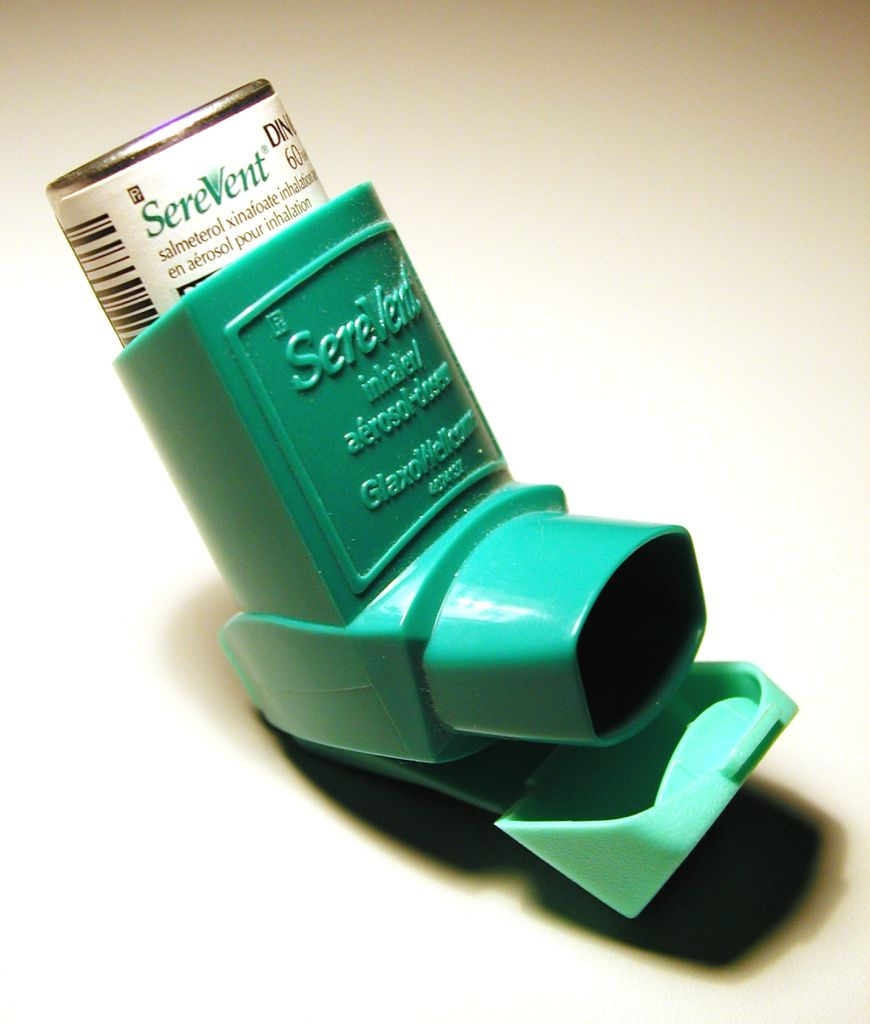
Inhalador típico de salmeterol, agente simpaticomimético que dilata la luz de los bronquios.

Son diversas las técnicas que se implementan con el objeto de fluidificar el esputo y facilitar su expectoración. En el medio hospitalario se utiliza la fisioterapia; un terapeuta practica una serie de maniobras mediante presiones y percusiones (palmoteo) ejercidas sobre el exterior del pecho (tórax) varias veces al día. Los dispositivos mecánicos que actúan bajo el mismo principio que aquellas técnicas básicas de drenaje postural, incluyen el ventilador de alta frecuencia oscilatoria y los aparatos de ventilación percusiva intrapulmonar, de los que existen modelos portátiles, adaptables al uso hogareño. El ejercicio aeróbico es altamente beneficioso para las personas con fibrosis quística, ya que no solo promueve la descongestión del esputo, sino que mejora la salud cardiovascular y el estado general.

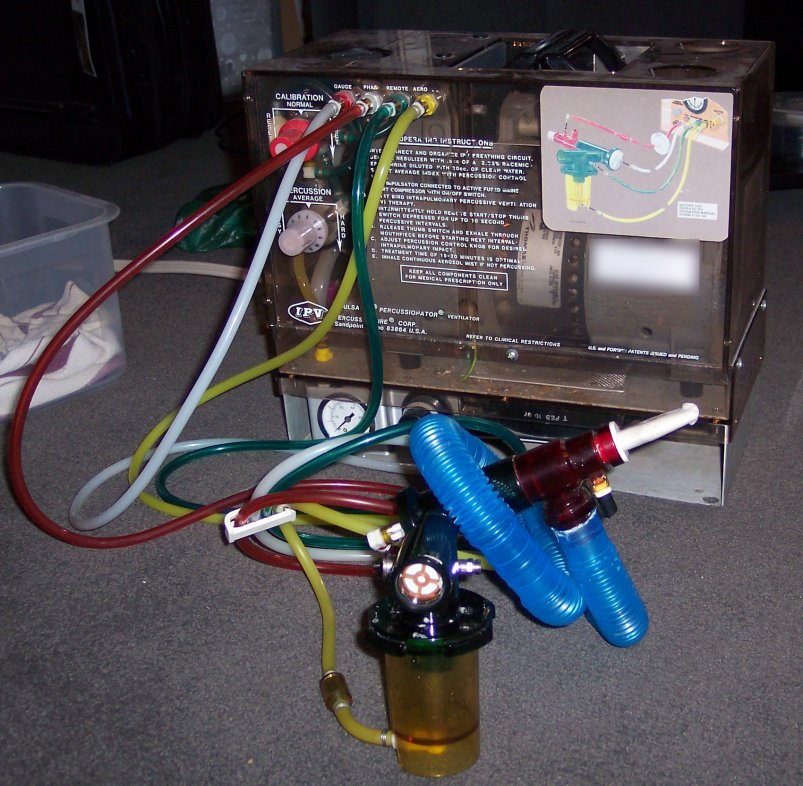
Aparato de ventilación percusiva intrapulmonar.

Entre las sustancias administradas por inhalación que ayudan a aligerar las secreciones y facilitan su expulsión, se encuentran la dornasa alfa y la solución salina hipertónica. La dornasa alfa es una desoxirribonucleasa (ADNasa o DNasa) humana recombinante, que descompone el ADN en el esputo, reduciendo así la viscosidad de este último. La N-acetilcisteína (un derivado del aminoácido cisteína) también actúa fluidificando el esputo, pero las investigaciones y la experiencia disponibles han demostrado que los beneficios son poco significativos. Por último, broncodilatadores como el salbutamol y el salmeterol (ambos agentes, agonistas β2-adrenérgicos) o el bromuro de ipratropio (un antagonista del receptor colinérgico, derivado cuaternario de la atropina) se utilizan para aumentar el tamaño de las vías respiratorias más pequeñas, al relajar el músculo liso bronquial.
En la medida en que se agrava el cuadro pulmonar puede requerirse soporte respiratorio mecánico. Por las noches, algunos pacientes deben usar máscaras especiales que actúan empujando el flujo aéreo hasta los pulmones. La ventilación no invasiva mediante máscara nasal y presión positiva (VPAP, por el acrónimo para el inglés variable positive airway pressure), ayuda a prevenir, durante el sueño, caídas significativas en los niveles sanguíneos de oxígeno. También puede usarse en el curso de la fisioterapia respiratoria para favorecer la expulsión de esputo. Sin embargo, en casos severos, puede ser necesario implementar formas invasivas de asistencia respiratoria con intubación endotraqueal (esto es, colocación de un tubo o sonda en la tráquea).

### Tratamiento de otros aspectos de la FQ

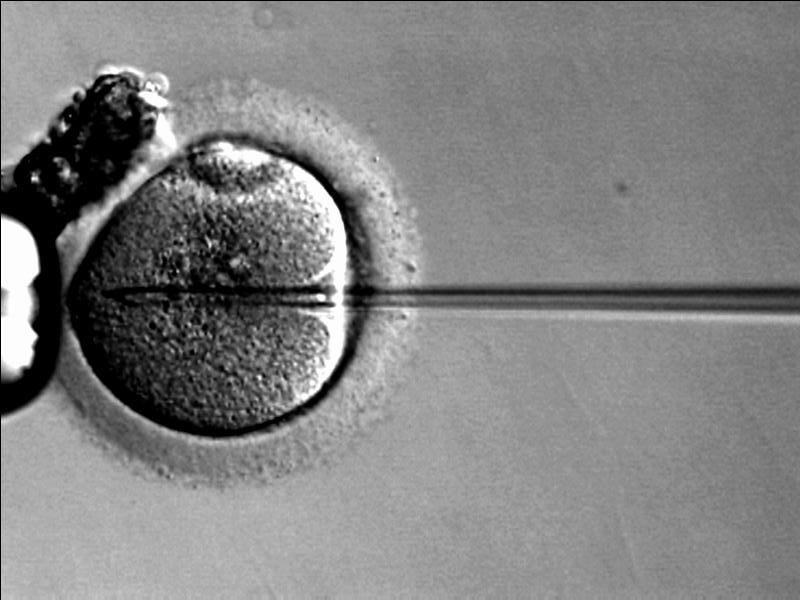
La inyección intracitoplasmática de esperma (ICSI, por sus siglas en inglés) suele indicarse para revertir la infertilidad en hombres con FQ.

Los recién nacidos con íleo meconial típicamente requieren cirugía; por lo general, no sucede lo mismo en adultos con síndrome de obstrucción intestinal distal. El tratamiento de la insuficiencia pancreática basado en reemplazo de las enzimas digestivas menguadas permite que los intestinos absorban de manera apropiada nutrientes y vitaminas que, de otro modo, se perderían en la heces. Aun así, la mayoría de los individuos con FQ deben recibir dosis adicionales de vitaminas A, D, E y K a partir de suplementos, y seguir una dieta de alto valor calórico. La diabetes que suele acompañar la FQ se trata con inyecciones de insulina. El desarrollo de osteoporosis puede prevenirse con la suplementación de vitamina D y calcio, y a menudo se trata con bifosfonatos. En cuanto al retraso en el crecimiento, se procura contrarrestarlo mediante la inserción de un tubo de alimentación (gastrostomía) para aumentar así la ingesta de calorías a partir de nutrición adicional; también se administran con este fin inyecciones de hormona de crecimiento.
Las infecciones de los senos paranasales suelen tratarse con un prolongado régimen de antibióticos. El desarrollo de pólipos, así como otros cambios estructurales de tipo patológico en el interior de los conductos nasales, pueden restringir el flujo aéreo y complicar el cuadro. Por este motivo, es frecuente la práctica quirúrgica en procura de aliviar la obstrucción y limitar el desarrollo de nuevas infecciones. También se administran corticosteroides intranasales, como la fluticasona, para reducir la inflamación. Por otro lado, la infertilidad femenina puede combatirse recurriendo a técnicas de reproducción asistida. Aquella que afecta al hombre también tiene tratamiento: por ejemplo, mediante la inyección intracitoplasmática de esperma.

### Trasplante, moduladores de la proteína CFTR y terapia génica
Por lo general, se considera procedente el trasplante de pulmón en personas con deterioro progresivo de la función pulmonar y creciente intolerancia al ejercicio (fatiga o agotamiento muscular desproporcionados para el ejercicio realizado). Aunque el trasplante de un único pulmón es viable en otras enfermedades, en los pacientes con FQ ambos deben ser reemplazados, ya que, de otro modo, las bacterias alojadas en el órgano remanente podrían infectar a aquel que ha sido trasplantado. Asimismo, puede practicarse simultáneamente un trasplante de páncreas o de hígado con el propósito de aliviar la enfermedad hepática o la diabetes. La opción del trasplante de pulmón se evalúa cuando la función pulmonar se ve afectada en grado tal que se vea amenazada la supervivencia o se requiera la asistencia con dispositivos mecánicos.

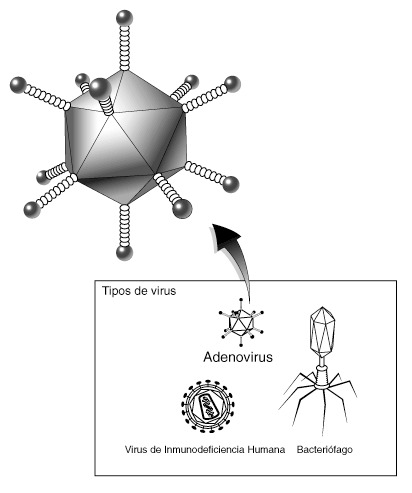
Los adenovirus pueden ser modificados para usarse en terapia génica.

La terapia génica representa una vía promisoria en la lucha contra la enfermedad. Mediante esta técnica, se procura insertar una copia normal del gen CFTR en las células afectadas. Debido a la incapacidad de los retrovirus para alcanzar células que no se dividen, se han realizado análisis clínicos para insertar genes en adenovirus. En la actualidad, estos virus se están utilizando en ensayos en los que el gen CFTR normal se administra, por un método en aerosol, a las células epiteliales que revisten los pulmones (terapia génica in vivo). Se espera que los adenovirus inserten el gen normal, induciendo una función pertinente de los canales de cloro en estas células.
Algunos estudios han señalado que para prevenir las manifestaciones pulmonares de la fibrosis quística, solo se requiere la expresión génica de entre un 5 y un 10 % de los valores normales de proteína CFTR. Un inconveniente de los adenovirus es que no se integran en el ADN de la célula huésped. Por lo tanto, finalmente se pierden, originando una expresión del gen transitoria y la necesidad de reintroducción del vector. Se han propuesto diversos abordajes y se han iniciado numerosos estudios clínicos, pero, al año 2006, persisten múltiples obstáculos, que será preciso superar para que la terapia génica resulte exitosa.
La otra aproximación para el tratamiento de la fibrosis quística viene dada por el uso de potenciadores o moduladores de la proteína CFTR reparando el defecto subyacente en la creación de dicha proteína. Existen varios potenciadores o correctores en diferentes fases de investigación entre los que destacan: Ivacaftor, Lumacaftor, Tezacaftor. El potenciador Ivacaftor, antes llamado VX770 y bajo el nombre comercial de Kalydeco, se destinó exclusivamente a pacientes mayores de 6 años inicialmente, y a partir de 2015 fue habilitado por la FDA para pacientes de 2 a 5 años. Está autorizado para el tratamiento de la mutación G551D, teniendo esta menos del 3 % del total de pacientes con fibrosis quística. En 2014 la FDA autorizó este medicamento para el uso en las mutaciones G178R, S549N, S549R, G551S, G1244E, S1251N, S1255P y G1349D. Este modulador puede mejorar la calidad de vida de los pacientes, con incremento de peso y la salud pulmonar, reduciendo la probabilidad de infección. La mejora de FEV1 es promedialmente del 10,4 %. El costo de esta terapia supera los 300 000 dólares estadounidenses por año de tratamiento crónico (2014).
La asociación de lumacaftor/ivacaftor (antes llamado VX-809 y bajo el nombre comercial de Orkambi) del mismo laboratorio Vertex Pharmaceuticals ha sido aprobado por la FDA y por la Unión Europea, para los que poseen la mutación ΔF508 (la forma más común) en su forma homocigota (dos copias iguales). Actualmente se mantienen conversaciones con los distintos países de la Unión Europea para negociar el reembolso del medicamento.
Se encuentra en fase de investigación la asociación de ivacaftor/tezacaftor (antes llamado VX-661 y bajo el nombre comercial de Symkevi) para los que poseen la mutación ΔF508 en su forma heterocigota (una copia diferente en cada alelo).
Elexacaftor-tezacaftor-ivacaftor fue eficaz en pacientes con fibrosis quística con genotipos de función mínima Phe508del, en quienes los regímenes moduladores de CFTR previos fueron ineficaces.
Para las mutaciones del tipo I, generalmente llamadas mutación sin sentido o non-sense, donde un codón de terminación hace que la creación de la proteína quede trunca en una etapa prematura y por lo tanto no funcional, se están probando medicamentos que han mostrado cierta eficacia logrando que los ribosomas ignoren los codones de terminación prematuros y terminen de generar la proteína CFTR, esta capacidad de los fármacos es llamado "read-through" en la literatura. Se han realizado ensayos clínicos con el medicamento talureno (antes llamado PTC124) del laboratorio PTC Therapeutics con resultados ambiguos para la generalidad de los pacientes con estas mutaciones, aunque prometedores en los pacientes que no tienen tratamiento crónico con antibióticos. El 2 de marzo de 2017 PTC Therapeutics anunció la interrupción de los estudios por falta de eficacia.
Otros tipos de medicamentos buscan abrir canales alternos para el cloro en la célula, aunque se encuentran en etapas más prematuras de investigación.
Actualmente se han conseguido realizar modelos animales de la enfermedad, mediante la edición y modificación genética, teniendo especial éxito el conseguido en cerdo y hurón.

## Epidemiología

Herencia mendeliana autosómica recesiva: dos mutaciones de línea germinal (una de cada uno de los padres) para desarrollar la enfermedad; igualmente transmitida por hombres y mujeres.

Entre las personas de ascendencia europea, la fibrosis quística es la más frecuente de las enfermedades autosómicas recesivas potencialmente fatales. En los Estados Unidos, aproximadamente 30 000 individuos padecen FQ; en su mayoría, son diagnosticados a los seis meses de edad. Canadá tiene cerca de 3000 habitantes con esta condición. Se estima que una de cada 25 personas de ascendencia europea y una de cada 29 personas de ascendencia askenazí son portadores de una mutación de fibrosis quística. Aunque es menos común en estos grupos, aproximadamente uno de cada 46 hispanoamericanos, uno de cada 65 africanos y uno de cada 90 asiáticos son portadores de al menos un gen CFTR anormal. Argentina y Uruguay representan una excepción en el contexto de América Latina, con una incidencia de casos mucho mayor a la media de la región y muy próxima a la registrada en Estados Unidos o Canadá, y una prevalencia de portadores sanos en la población general de entre 1 en 30 y 1 en 25.
La fibrosis quística se diagnostica tanto en hombres como en mujeres. Por razones que solo en parte se conocen, la esperanza de vida al nacer resulta ser mayor entre los varones afectados que entre las mujeres. Aquel indicador tiende a variar principalmente en función del alcance y la calidad de la atención suministrada por los sistemas de salud pública. En 1959, la supervivencia media en niños con FQ era de 6 meses. Para los nacidos en 2006 en los Estados Unidos, este valor treparía a los 36,8 años, de acuerdo con los datos compilados por la Fundación de la Fibrosis Quística. La tasa de esperanza de vida ha evolucionado en forma análoga para buena parte de Occidente, exceptuando los países menos desarrollados, donde se reportan cifras sensiblemente menores, y en los cuales la mayoría de la población afectada no sobrevive más allá de los diez años de edad.
La Fundación de la Fibrosis Quística compila, además, información sobre el estilo de vida de los adultos estadounidenses con FQ. En 2004, la fundación reportó que el 91 % de esta población había completado la enseñanza media, y el 54 % había accedido a alguna forma de educación universitaria. Los datos en materia de empleo revelaron que el 12,6 % de estos adultos estaba imposibilitado para trabajar (quedando fuera de la población económicamente activa), y el 9,9 % estaba desocupado. Por otro lado, la información marital señaló que un 59 % era soltero y un 36 % estaba casado o viviendo en pareja. En 2004, 191 mujeres con FQ se encontraban embarazadas en los Estados Unidos.

### Teorías sobre la prevalencia de la FQ
Se estima que la mutación ΔF508 puede tener hasta unos 52 000 años de antigüedad. Se han formulado numerosas hipótesis intentando explicar por qué una mutación letal como esta ha persistido y se ha extendido entre la población humana. Algunas enfermedades autosómicas recesivas comunes como la anemia de células falciformes han revelado la propiedad de proteger a sus portadores de otras afecciones, concepto conocido como ventaja heterocigota. Con el descubrimiento de que la toxina del cólera requiere que sus huéspedes sean proteínas CFTR normales para poder funcionar apropiadamente, se ha postulado que los portadores de genes CFTR mutantes obtuvieron el beneficio de la resistencia al cólera y a otras causas de diarrea. Sin embargo, estudios posteriores no han confirmado esta hipótesis.
La presencia de proteínas CFTR normales es condición necesaria para el ingreso de Salmonella typhi (serotipo de Salmonella enterica, proteobacteria gram negativa del género Salmonella) en las células, lo que sugiere que los portadores de genes CFTR mutantes podrían ser resistentes a la fiebre tifoidea. Sin embargo, ningún estudio in vivo ha confirmado esta hipótesis. En cualquiera de los casos, la baja incidencia de fibrosis quística fuera de Europa, en sitios donde tanto el cólera como la fiebre tifoidea son endémicos, carece de explicación inmediata.

## Historia

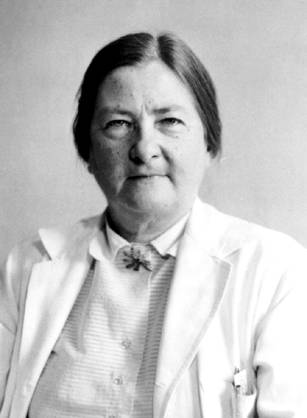
Dorothy H. Andersen, quien describió por primera vez la fibrosis quística (National Library of Medicine).

Aunque el espectro clínico completo de la FQ no fue reconocido hasta los años 1930, ciertos aspectos fueron identificados mucho antes. Carl von Rokitansky describió un caso de muerte fetal con peritonitis meconial, una complicación del íleo meconial asociado con la fibrosis quística. El íleo meconial fue descrito por primera vez en 1905 por Karl Landsteiner.
En 1938, Dorothy Andersen publicó un artículo intitulado «Cystic fibrosis of the páncreas and its relation to celiac disease: a clinical and pathological study» («La fibrosis quística del páncreas y su relación con la enfermedad celíaca: un estudio clínico y patológico») en la revista American Journal of Diseases of Children. De esta manera, era la primera investigadora en definir esta entidad nosológica (denominada, por aquel entonces, "fibrosis quística del páncreas"), y en correlacionarla con los trastornos pulmonares e intestinales prominentes. También postuló que era una enfermedad recesiva y utilizó el reemplazo de enzimas pancreáticas como tratamiento para los niños afectados. En 1952, Paul di Sant' Agnese descubrió anomalías en los electrolitos del sudor. Sobre la base de esa evidencia, se desarrolló y perfeccionó el examen del sudor durante el curso de la siguiente década.
En 1985, investigadores de Londres, Toronto y Salt Lake City trazaron el mapa del gen CFTR en el cromosoma 7q. Cuatro años más tarde, en 1989, Francis Collins, Lap-Chee Tsui y John R. Riordan descubrieron la primera mutación para la FQ, ΔF508, en ese cromosoma. Investigaciones posteriores a aquel hallazgo, identificaron más de mil mutaciones diferentes que dan origen a la enfermedad. Lap-Chee Tsui lideró el equipo de científicos del Hospital for Sick Children (un hospital escuela en convenio con la Universidad de Toronto) que descubrió el gen responsable de la FQ. Se trata del primer trastorno genético dilucidado estrictamente mediante el proceso de genética inversa. Debido a que las mutaciones del gen CFTR son generalmente pequeñas, las técnicas de la genética clásica o formal no fueron capaces de determinar con precisión el gen mutante. Utilizando marcadores proteicos, los estudios de ligamiento genético lograron trazar un mapa de la mutación del cromosoma 7. Las técnicas de paseo y salto cromosómicos sirvieron entonces para identificar y secuenciar el gen. Este gen fue uno de los primeros genes en ser localizado y secuenciado por mapeo genético, y algunos de los participantes en este proyecto, como Francis Collins estuvieron implicados más tarde en el Proyecto Genoma Humano
La identificación de la mutación específica responsable de la FQ en un paciente puede ser útil para predecir la evolución de la enfermedad. Por ejemplo, los pacientes homocigotos para la mutación ΔF508 presentan, en casi todos los casos, insuficiencia pancreática y tienen, por lo general, un grado relativamente severo de afectación respiratoria. Sin embargo, existen excepciones que indican la posibilidad de que factores adicionales (quizás, genes en otros loci) intervengan en la expresión de la enfermedad. Por otro lado, la clonación del gen de la FQ ha abierto la posibilidad de la terapia génica, tal y como se ha descrito en la sección pertinente.